# بوراراس کوتوله سه خال
بوراراس کوتوله سه‌خال (به انگلیسی: Three-spotted dwarf minnow) (نام علمی: Boraras micros) گونه‌ای از پرتوبالگان از تیره بوراراس‌ها است.